# Olga Bogoslovskaya
Olga Bogoslovskaya (née le 20 mai 1964) est une athlète russe spécialiste du 100 mètres.
Sélectionnée dans l'équipe unifiée des anciennes républiques de l'Union soviétique lors des Jeux olympiques d'été de 1992 à Barcelone, elle remporte la médaille d'argent du relais 4 × 100 mètres aux côtés de Galina Malchugina, Marina Trandenkova et Irina Privalova. L'équipe unifiée termine à cinq centièmes de seconde des États-Unis. Deuxième du 100 m des Championnats de Russie en début d'année 1993, Olga Bogoslovskaya dispute et remporte la finale du relais 4 × 100 m des Championnats du monde de Stuttgart, en compagnie de Galina Malchugina, Natalya Voronova et Irina Privalova.

## Records personnels
- 100 m : 11 s 07 (Moscou, 22/06/1992)
- 200 m : 23 s 35 (Villeneuve-d'Ascq, 02/07/1993)

## Palmarès
| Année | Compétition           | Lieu      | Résultat | Épreuve   |
| ----- | --------------------- | --------- | -------- | --------- |
| 1992  | Jeux olympiques       | Barcelone | 2e       | 4 × 100 m |
| 1993  | Championnats du monde | Stuttgart | 1re      | 4 × 100 m |